# 恐怖の手触り
「恐怖の手触り」（きょうふのてざわり）は、1990年4月19日にフジテレビの『世にも奇妙な物語』内で放送されたストーリー。

## 概要
『世にも奇妙な物語』の記念すべき第1作目。主演は中山美穂。同回の作品に「噂のマキオ」「楊貴妃の双六」がある。脚本は武上純希と土屋斗紀雄の共同執筆で、土屋はこの回の監修も担当している。
サイコメトリーを中心に据えたサスペンス風のドラマ。この回以降世にも奇妙な物語は恐怖路線を展開していく。

## ストーリー
主人公・鮎川里美はサイコメトリー能力者である。今日もお見合いの席で相手の物に触れて瞬時に素性を読み取り、断ってしまったところだった。お見合い会場のホテルから車で街に向かうが、途中でガス欠を起こしてしまう。しばらくすると、逞しい男が里美を車に乗せて送ってくれるという。厚意に応じて同乗した里美は、助手席に女物のペンダントがあることに気がつく。興味本位で触ってみると、ペンダントの持ち主らしき女が恐怖して殺害されそうな映像が読み取れた。里美は運転中の男が殺人犯ではないかと疑惑を持ち始める。

## キャスト
- 鮎川里美 - 中山美穂
- 男 - ジョニー大倉
- 公衆電話で話している男 - タモリ
- 井上裕季子
- 坂田祥一郎
- 内藤達也
- 内海鳩子
- 林ゆりや
- 長野里美

## スタッフ
- 脚本 - 武上純希、土屋斗紀雄
- 監督 - 鈴木雅之
- 監修 - 土屋斗紀雄
- 音楽 - 蓜島邦明
- 制作 - フジテレビ、共同テレビ

## ノベライズ
- 中井紀夫『世にも奇妙な物語1』（1990年10月 太田出版 OHTA NOVELS）ISBN 978-4872330038
  - 主人公がホテルに来た理由や途中の展開が、テレビドラマ版とは微妙に異なる。
- 中井紀夫『世にも奇妙な物語 傑作短編集』（1992年12月 太田出版 OHTA BUNKO）ISBN 978-4872330892